# MyTV SUPER 1台
myTV SUPER 1台是香港電視廣播有限公司的綜合娛樂頻道，在2020年8月10日於myTV SUPER啟播，頻道編號為80。所有收費用戶均可收看此頻道及相關點播專區的節目。2021年6月21日停播。

## 節目
本頻道播映myTV SUPER原創節目，亦會重播曾在翡翠台、J2及無綫財經·資訊台播映的電視劇及節目。

### 首播原創節目
除非特別註明，下列所有節目均為高清製作及設中文字幕。
| 首播日期 | 類別                           | 節目名稱           | 主持／演出／旁白                             | 備註             |
| -------- | ------------------------------ | ------------------ | -------------------------------------------- | ---------------- |
| 2020年   |                                |                    |                                              |                  |
| 8月10日  | 清談                           | 緣來自咖啡         | 主持：馬浚偉                                 | 逢星期一首播     |
| 8月11日  | 移民資訊                       | 搬家               | 主持：黃婉曼                                 | 逢星期二、三首播 |
| 8月13日  | 烹飪                           | Gi味俱全（第二季） | 主持：黃淑儀                                 | 逢星期四首播     |
| 8月28日  | 烹飪、清談                     | 雙祥見             | 主持：黎耀祥、阮兆祥                         | 逢星期五首播     |
| 9月29日  | 玄學                           | 有玄就有機         | 主持：李丞責、伍詠薇                         | 逢星期二首播     |
| 2021年   |                                |                    |                                              |                  |
| 2月3日   | 清談                           | 緣來自咖啡2        | 主持：馬浚偉                                 | 逢星期三首播     |
| 2月10日  | 清談、玄學                     | 師父有請           | 主持：林盛斌、麥玲玲                         | 逢星期二首播     |
| 3月1日   | 烹飪                           | Testing Menu       | 主持：蕭正楠                                 | 逢星期一首播     |
| 3月19日  | 動物、真人騷                   | 狗狗診療所         | 主持：李佳芯、河國榮                         | 逢星期五首播     |
| 5月7日   | 綜藝、遊戲、實況、經營、真人騷 | SUPER FIVE         | 主持：麥美恩、馮盈盈、簡淑兒、朱敏瀚、麥大力 | 逢星期五首播     |

## 頻道特色

### 節目編排
與TVB經典台或其他收費頻道不同，myTV SUPER 1台的所有節目均以黃金時段作為首播時段，並於當晚凌晨及翌日重播數次。

### 台徽、節目預告畫面
「myTV SUPER 1台」台徽會於畫面右上角長期顯示，不會消失。節目播映期間，台徽下方會顯示節目名稱及集數。
節目預告畫面以海底拍攝的海洋生物片段為主，畫面下方顯示即將播映之節目的名稱。在節目開始播放前十秒會播放台徽呼號畫面，該頻道停播後，此畫面被黃金華劇台重用。
即使某些節目或劇集在免費電視頻道播映時被分類為PG家長指引類別，在此頻道播映時亦不會出現相關提示。

### 原創節目特色
由於原創節目在製作的時候以於網絡電視平台播放為目標，該類節目沒有因應傳統廣告時段而分開幾節；取而代之的是，主持人在節目大力推銷贊助商提供的商品。每節內容間亦會有額外特寫商品和商標的畫面，提示觀眾前一節內容中出現了甚麼贊助商品。
另外，此頻道會播出曾於翡翠台、J2及無綫財經·資訊台播放過的自製劇集及節目，但由於無綫的所有自製節目均會因應傳統廣告時段而分開幾節，因此每一節在播映完畢之後會顯示「即將繼續播映」的海底畫面數十秒，然後才開始播映下一節。